# Львов, Николай Питиримович
Никола́й Питири́мович Льво́в (род. 21 февраля 1948, Архангельск, РСФСР, СССР) — российский предприниматель и общественный деятель, член Совета Федерации Федерального Собрания Российской Федерации исполнительного органа власти Архангельской области (2008—2012), генеральный директор Соломбальского целлюлозно-бумажного комбината (1989—2008) и глава холдинга «Соломбалалес» (2007—2011). Заслуженный работник лесной промышленности Российской Федерации.

## Биография
Родился в Архангельске, в семье видного советского учёного-лесовода и педагога, заслуженного деятеля науки РСФСР, доктора сельскохозяйственных наук, профессора Питирима Николаевича Львова.
Учился в архангельской школе № 23, по окончании которой в 1967 году поступил в Архангельский лесотехнический институт имени В. В. Куйбышева на факультет лесохимии. Производственную практику проходил на Архангельском целлюлозно-бумажном комбинате и на Котласском целлюлозно-бумажном комбинате, а диплом защищал на Соломбальском целлюлозно-бумажном комбинате.  
В 1972 году, после окончания института по специальности «инженер, химик-технолог целлюлозно-бумажного производства», начал свою трудовую деятельность в качестве товароведа Архангельской конторы Всесоюзного экспортно-импортного объединения «Экспортлес».
В 1976 года был приглашён на работу Соломбальском целлюлозно-бумажном комбинате. Сначала работал в должности начальника отдела реализации, а в 1978 году получил повышение до заместителя генерального директора по коммерческим вопросам.
С 1989 по 1992 год работал на ПО «Соломбальский ЦБК» генеральным директором. На эту руководящую должность его выдвинул коллектив комбината. После создания на базе предприятия в 1992 году открытого акционерного общества, был генеральным директором ОАО «Соломбальский целлюллозно-бумажный комбинат».
Активно участвовал в деятельности регионального отделения всероссийской партии «Единая Россия». В 2002 году был избран Председателем Регионального Координационного совета сторонников партии. А с 2004 по 2006 год руководил Архангельским региональным отделением «Единой России», являлся членом Президиума Политсовета партии.
В марте 2006 года победил на выборах депутатов в Архангельское областное Собрание депутатов 4 созыва по избирательному округу № 3. Будучи депутатом, в частности, активно поднимал вопросы о статусе очистных сооружений Архангельска, находившихся в тот момент под управлением СЦБК, а также о важности реализации национального проекта «Образование».
После того, как в 2006 году Соломбальский ЦБК приобрел контрольный пакет акций Соломбальского ЛДК, в 2007 году Николай Львов был избран председателем Совета директоров ООО «Управляющая компания «Соломбалалес» — специальной структуры для управления холдингом Соломбалалес, в который вошли СЦБК, СЛДК и ряд леспромхозов. В том же году возглавил совет директоров ОАО «Соломбальский ЛДК».
В мае 2008 года покинул пост директора СЦБК, новым руководителем комбината стал его первый заместитель Анатолий Драчев. Вместе с тем, после отставки с поста директора сохранял членство в Совете директоров Соломбальского ЦБК, вплоть до момента банкротства предприятия. В том же году был признан одним из самых высокооплачиваемых кандидатов в депутаты областного Собрания, на основании открытых данных о доходах за минувший год. Доход Николая Львова за 2007 год составил более 10 миллионов рублей.
23 сентября 2008 года депутаты Архангельского областного Собрания депутатов большинством голосов согласовали его кандидатуру на должность члена Совета Федерации от Архангельской области, несмотря на то, что незадолго до этого также поддержали кандидатуру бывшего губернатора области Николая Киселёва на этот пост.
15 октября 2008 года Николай Львов был окончательно утверждён в статусе члена Совета Федерации Федерального Собрания Российской ФедерацииСовет Федерации подтвердил полномочия Николая Львова // Правительство Архангельской области, после чего до 4 марта 2012 года представлял интересы исполнительного органа государственной Архангельской области. В связи с переходом на работу в верхнюю палату российского парламента, его полномочия как депутата Архангельского областного собрания депутатов были прекращены досрочно.
Будучи членом Совета Федерации, вёл активную парламентскую работу. Входил в состав Комиссии по национальной морской политике (декабрь 2008 — ноябрь 2011 года), являлся заместителем (ноябрь 2008 — июнь 2010 года) и первым заместителем (июнь 2010 — ноябрь 2011 года) председателя Комитета по делам Севера и малочисленных народов. С ноября 2011 года, вошёл в состав объединённого комитета Совета Федерации по федеративному устройству, региональной политике, местному самоуправлению и делам Севера.
К 2013 году покинул все руководящие посты в Советах директоров ОАО «СЛДК» и УК «Соломбалалес», сохраняя членство в данных Советах.
27 октября 2014 года участвовал в открытии именной аудитории в честь своего отца, профессора Питирима Львова, в главном корпусе Северного (Арктического) федерального университета имени М. В. Ломоносова. Совместно с ректором университета Елена Кудряшовой он перерезал ленточку на входе в аудиторию.
В настоящее время находится на пенсии, входит в состав политического совета Архангельского регионального отделения партии «Единая Россия». Проживает в Архангельске.

## Награды
- Медаль ордена «За заслуги перед Отечеством» II степени (2009) — за достигнутые трудовые успехи и многолетнюю добросовестную работу[18][19]
- Юбилейная медаль «300 лет Российскому флоту» (2003)
- Заслуженный работник лесной промышленности Российской Федерации (1998)
- Почётная грамота мэрии Архангельска (2013)[20]
- Является кавалером Золотого знака «Общественное признание», лауреатом премии Петра Великого.